# Вятютнев, Марк Николаевич
Марк Никола́евич Вятютнев (1930—2002). В 1958 году окончил факультет иностранных языков Ростовского педагогического института (ныне — Педагогический институт Южного федерального университета). В 1963 году защитил диссертацию кандидата педагогических наук, а в 1984 году — диссертацию доктора педагогических наук на тему «Методические основы теории школьного учебника русского языка как иностранного». Работал преподавателем на кафедре иностранных языков медицинского института города Ростова-на-Дону. С 1963 года работал на кафедре методики преподавания иностранных языков Московского государственного педагогического института имени В. И. Ленина (ныне — Московский педагогический государственный университет). С 1966 года работал в Научно-методическом центре русского языка при МГУ имени М.В. Ломоносова. Был ученым секретарем Центра, заведующим сектором обобщения советского и зарубежного методического опыта. С 1974 года — заведующий сектором форм и содержания обучения в школе. Член Президиума МАПРЯЛ. Занимался широким кругом проблем, связанных с методикой преподавания иностранных языков, внес огромный вклад в теорию школьного учебника РКИ.
Научный руководитель, автор и соавтор серии учебно-методических комплексов по РКИ для школ различных стран («Русский язык», «Горизонт», «Встречи», «Радуга», «Юность», «Первые шаги»). К фундаментальным можно отнести его труд «Теория учебника русского языка как иностранного (методические основы)» (1984).

## Награды
- Медаль А. С. Пушкина (1985 год, Международная ассоциация преподавателей русского языка и литературы)[2].
- Награждён Почетной грамотой Министерства высшего и среднего специального образования СССР.